# Migalastat
Migalastat, es vendido bajo la marca Galafold, y es un medicamento utilizado para tratar la enfermedad de Fabry .  Sólo se utiliza para ciertos tipos de la enfermedad.  Se toma por vía oral.  Este medicamento se utiliza en personas mayores de 12 años. 
Los efectos secundarios de este medicamento incluyen dolor de cabeza, secreción nasal, fiebre, náuseas e infección del tracto urinario .   La seguridad de este medicamento durante el embarazo no está clara.   Actúa uniéndose a ciertas formas de la enzima alfa-galactosidasa A y estabilizándola. 
Este medicamento fue aprobado para uso médico en Europa en 2016 y en Estados Unidos en 2018.   En Estados Unidos costaba alrededor de 315.000 dólares al año en 2020.  En el Reino Unido, esta cantidad le cuesta al NHS aproximadamente 121.000 libras esterlinas. 